# Mouille-bouche
Mouille-bouche ou encore Mouille-bouche d'été est une variété ancienne de poire fondante. Mouille-bouche d'automne est équivalente à Verte longue.

## Synonymie
- Jansémine[1].
- Poire de Bruxelles[2].
- Mollebusch.
- Runde Mundnetzbirn.

## Origine
Pierre Richelet cite déjà ces poires de mouille-bouche en 1735, dans son Dictionnaire de la langue françoise ancienne et moderne.
Mouille-bouche a été obtenue en France, en Gironde.

## Description

### Arbre
Arbre très vigoureux et très fertile. 
Floraison très précoce. 
Feuillage vert, luisant. 

### Fruit

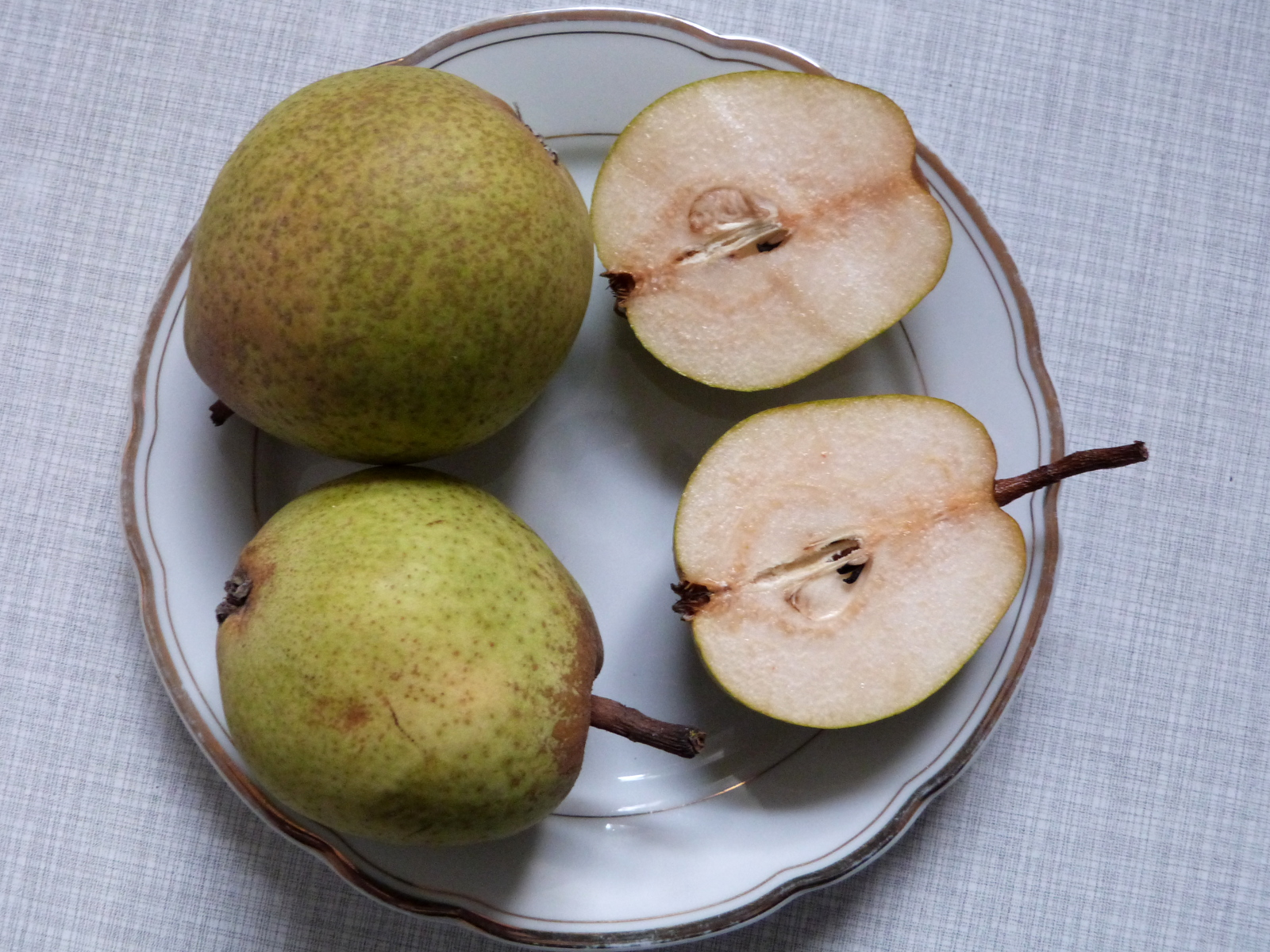
Version photographiée.

De calibre moyen, arrondi, vert, sa chair est blanche, mi-fine, juteuse 
Bien parfumée et sucrée. 
Date de récolte : fin juillet.